# Glukomannan
Glukomannan är den mest förekommande hemicellulosan i barrved. Huvudkedjan är uppbyggd av glukos- och mannosrester och har en liknande struktur som cellulosa. Dock är den acetylerad och har sidogrupper av galaktos. Det finns även liknande polysackarider i en del frön där de tjänar som upplagsnäring, exempelvis i lokustböna. Dessa används bl.a. som förtjockningsmedel i mat.
Som livsmedelstillsats har den e-nummer E425(ii).